# Roján (Járkov)
Roján (en ucraniano: Рогань, romanizado: Rohán; en ruso: Рогань, romanizado: Rogán) es un pueblo ucraniano perteneciente al óblast de Járkov. Situado en el noreste del país, es parte del raión de Járkov y centro del municipio (hromada) homónimo.

## Geografía
Roján se encuentra a orillas del río Rojanka, un afluente del río Udi, 7 km al este de Járkov. 

## Historia
Roján se fundó en 1736 y fue una aldea en el uyezd de Járkov de la gobernación de Járkov del Imperio ruso.
En 1938 se le asignó el estatus de asentamiento de tipo urbano.
Durante la Segunda Guerra Mundial, estuvo ocupada por la Alemania nazi hasta el 13 de agosto de 1943.
En 2023, Roján perdió el estatus de asentamiento de tipo urbano en la legislación ucraniana debido a la eliminación de este estatus administrativo.

## Demografía
La evolución de la población de Roján entre 1959 y 2022 fue la siguiente:
| 7440                                                          | 7764 | 8776 | 5305 | 5046 | 3830 | 3729 | 3381 | 3262 |
| (Fuente: Cities & Towns of Ukraine y UKRAINE: Größere Städte) |      |      |      |      |      |      |      |      |

Según el censo de 2001, la lengua materna de la mayoría de los habitantes, el 71,07%, es el ucraniano; y del 28,12% es el ruso.

## Infraestructura

### Transporte
Roján está situado en la autopista M-03/E-40.